# Старовойтова, Тамара Андреевна
Тамара Андреевна Старовойтова (18 января 1989) — российская футболистка, защитница, представлявшая также сборную Азербайджана.

## Биография
Воспитанница ДЮСШ г. Красноярска, выступала за местную «Сибирячку» и юниорскую сборную Сибири. В 2005 году перешла в воронежскую «Энергию», в которой начала взрослую карьеру. В 2005—2007 годах играла в первом дивизионе России, становилась победительницей соревнований. В 2008—2009 годах вместе с воронежским клубом выступала в высшем дивизионе. Бронзовый призёр чемпионата России 2009 года (провела 3 матча на старте сезона). После ухода из «Энергии» выступала в Литве за «Гинтра Университетас», принимала участие в матчах еврокубков. Затем некоторое время играла в первой лиге за красноярский «Енисей», стала победительницей сибирской зоны и бронзовым призёром финального турнира первой лиги.
Выступала за молодёжную сборную России по футболу (до 19 лет). Участница финального турнира молодёжного чемпионата мира 2006 года.
скандал
В 2009 году вместе с группой футболисток из России приняла приглашение играть за сборную Азербайджана. Впоследствии выяснилось, что выступление было по поддельному паспорту на имя Тома Бессердечная, что привело к 10 месячной дисквалификации.